# میا کیلبورگ
میا کیلبورگ (انگلیسی: Mia Kilburg؛ زادهٔ ۲۷ اکتبر ۱۹۸۹) ورزشکار دوچرخه‌سواری جاده اهل ایالات متحده آمریکا است.
وی در مسابقات کشوری و بین‌المللی در مجموع برندهٔ ۱ مدال برنز شده‌است.